# FranceSoir
Ne doit pas être confondu avec le journal France-Soir (1947-2019) dont il est issu.
FranceSoir est un site d'actualité français reprenant, depuis 2019, la marque et l'adresse web francesoir.fr du journal quotidien France-Soir. Il est dirigé par l'entrepreneur Xavier Azalbert.
Ce site est critiqué par la presse et divers observateurs pour sa diffusion fréquente de fausses informations et de contenus trompeurs, notamment en lien avec la pandémie de Covid-19 et l'opposition à la politique anti-Covid-19, ainsi que pour le relais répété d'éléments relevant du complotisme.

## 2012-2019: relance deFrance-Soiren version numérique et départ des derniers journalistes
Après la liquidation judiciaire du journal France-Soir prononcée le 23 juillet 2012, l'offre de Cards Off SA, présidée par Philippe Mendil, est retenue : la société devient propriétaire de la marque, du site, des applications et de la base de données. En 2013, FranceSoir.fr est relancé en version tablette numérique payante mais rencontre un succès mitigé.
En 2014, à la suite d'une nouvelle capitalisation et nouvelle gouvernance, la société Cards Off devient Mutualize corporation SA, présidée par Xavier Azalbert. Hugues Perrier, alors directeur général de Mutualize Corporation, devient président-directeur général de la filiale France Soir et est chargé du lancement de francesoir.fr, un site web d'information entièrement gratuit alimenté principalement par des dépêches de l'Agence France-Presse. Fin 2016 et à la suite du départ de Hugues Perrier, Xavier Azalbert reprend la présidence de francesoir.fr.
Fin août 2019, le personnel de la rédaction du site, qui ne compte plus que quatre employés, est en grève en raison d'une forte dégradation des conditions de travail et de la menace qui pèse sur leur mission de diffusion de l'information, ; les journalistes craignent notamment un mélange des genres entre journalisme et communication. L'ingérence de Xavier Azalbert contre l'indépendance des journalistes accroît également les tensions. « Nous n'avions jamais eu à modifier une ligne de ce qu'on écrivait, c'est quand il (Xavier Azalbert) a voulu le faire que ça s'est envenimé », raconte l'un des journalistes à l'Agence France-Presse, décrivant le président du titre comme « un homme aux opinions politiques fluctuantes qui ne supporte pas qu'on s'oppose à lui ».
Le 19 octobre 2019, il est annoncé que les quatre journalistes restants de la rédaction de France-Soir seront licenciés pour motif économique,. Malgré ces licenciements, FranceSoir continue d'intégrer des contenus à son site web. Le 21 octobre 2019, les licenciements sont confirmés. L'appellation « site d'information » de FranceSoir est alors publiquement dénoncée comme fallacieuse par la journaliste Sonia Devillers sur France Inter.
Le statut de l'entreprise plonge alors dans le flou : le gardien de l'immeuble où elle est domiciliée déclare à des huissiers que « la société est partie sans laisser d'adresse », et sur l'extrait Kbis l'entreprise « fait l'objet d'une cessation d'activité », menant le tribunal à estimer la domiciliation du journal comme « factice ».
Pour l'avocat Pierre Cappe de Baillon, « le site a été repris par Xavier Azalbert pour en faire une vitrine pour ses idées politiques. À partir du moment où il s'est débarrassé des journalistes, on voit bien qu'un virage éditorial a été amorcé ».

## Depuis 2020: un site pourvoyeur de fausses informations

### Fausses informations relatives à la pandémie de Covid-19
Dès le début de la pandémie de Covid-19 en France, le site web de FranceSoir relaie de nombreux billets exclusivement en faveur de l'hypothèse de l'efficacité de l'hydroxychloroquine, traitement promu par Didier Raoult, en dépit de la grande faiblesse des études scientifiques associées. Peu connu du public, le site est l’un des premiers à contester une étude sur les conséquences sanitaires de l'usage de chloroquine et hydroxychloroquine, publiée par The Lancet, rétractée quelques jours plus tard. Seuls quelques autres médias français (Sciences et Avenir, Libération et France Culture) soulignent, à cette date, les limites de la publication, les autres reprenant les dépêches de l'AFP,. Selon Le Monde cet épisode, qui vaut au site son « adoubement » par Didier Raoult, est à l'origine d'un gain de notoriété auprès d'une partie du public.
Toutefois, durant toute la durée de la crise, FranceSoir se distingue surtout par la diffusion fréquente de fausses informations, et par ses thèses complotistes, ce qui lui vaut d'être régulièrement mentionné à ce titre par les rubriques de vérification des faits. Par exemple, en juin 2020, la rubrique Les Décodeurs du Monde a ainsi critiqué le site pour sa fausse démonstration de l'effet du confinement sur la mortalité de la pandémie. En août 2020, une annonce de FranceSoir sur l'épidémie en Mayenne est démontrée fausse par le service CheckNews de Libération (l'auteur « bénévole » de la chronique de FranceSoir reconnaît consécutivement son erreur). L'AFP rappelle quant à elle en novembre 2020 que FranceSoir a prétendu, de façon mensongère, que 90 % des tests PCR positifs seraient en fait des « faux », et a relayé dès avril la thèse « infondée » et « bâtie sur une hypothèse désavouée par son propre auteur » selon laquelle une bactérie du genre Prevotella serait la cause de la Covid-19,.
FranceSoir émet également des hypothèses et spéculations qui se révèlent fausses à la vérification, comme c'est le cas à propos de la démission du directeur de l'Agence nationale de sécurité du médicament, que FranceSoir supposait faussement liée à des scandales alors qu'il était arrivé à la fin de ses mandats.
Mi-septembre 2020, l’Institut national de la statistique et des études économiques (Insee) dénonce un article où son nom est cité à l’appui d’une prétendue démonstration minimisant l'ampleur de l’épidémie.
En janvier 2021, Arte dénonce l'interprétation erronée que FranceSoir fait de données israéliennes sur la vaccination. Le Monde relève une énième fausse information colportée par le titre, relative à la contagiosité des malades asymptomatiques de la covid-19.
Le mois suivant, plusieurs titres de presse dénoncent le relais par FranceSoir d'un protocole anti-Covid-19 jugé « criminel » par de nombreux médecins,.
La diffusion de fausses informations se poursuit au fil des mois. Ainsi, en juin 2021, le titre relaie la thèse selon laquelle la protéine « spike » engendrée par les vaccins à ARN messager serait « toxique et dangereuse pour l'homme ». Après enquête, l'affirmation se révèle basée sur une manipulation de données publiques, et sur l'interprétation abusive de différentes études, dénoncée par leurs auteurs.
En juin 2021, toujours, le site met en avant les résultats d'une étude affirmant que « pour trois décès évités par la vaccination, la vaccination en cause deux », résultats dont le caractère frauduleux est dénoncé par de nombreux experts, et qui font l'objet de vives réactions de la part des collaborateurs de la revue scientifique à l'origine de la publication,. L'article a été par la suite dépublié. La diffusion de fausses informations sur la vaccination reste une constante au fil des mois. En novembre 2022, le site affirme que « la fonction immunitaire des individus vaccinés est inférieure à celle des non-vaccinés » sur la base d'une interprétation fallacieuse d'une étude, contre laquelle les auteurs des travaux avaient explicitement mis en garde.

### Autres dérives complotistes
Les fausses informations diffusées par le site ne concernent pas uniquement la pandémie. Selon le site Conspiracy Watch, un article d'octobre 2020 sur les soupçons de collusion entre la Russie et des membres de la campagne présidentielle 2016 de Donald Trump constitue un « véritable bingo de désinformation » qui « démontre que FranceSoir a basculé dans le complotisme le plus échevelé ». En janvier 2021, L'Express fait le même diagnostic, en notant que « le site FranceSoir défend désormais l'abracadabrantesque théorie d'une guerre secrète entre Donald Trump et des élites qui commettraient des crimes pédophiles et sataniques ». Le même mois, Le Canard enchaîné relève que l'une des « personnalités de l'année 2020 » identifiée par FranceSoir, André Bercoff, a volontiers partagé les thèses complotistes de Donald Trump sur la fraude électorale lors de l'élection présidentielle américaine de 2020.

### Violences verbales et menaces de mort
Le 22 août 2021, FranceSoir publie un billet signé « médecin résistant » et intitulé Covid 19 (diagnostic, traitements, vaccin) : panorama d'une escroquerie. Le texte reprend de nombreux éléments de désinformation médicale, affirme son soutien à des sites web de réinformation et cite nommément des personnes physiques et morales engagées contre la désinformation. Il s'achève par une allusion à l'usage de la « Veuve » (le terme « veuve » étant un surnom ancien, d'abord de la potence puis de la guillotine),,. Le 24, depuis son compte Twitter, le professeur Didier Raoult relaye cette tribune qui vante son traitement à l'hydroxychloroquine,. Des collectifs, des personnalités, scientifiques et des professionnels de la santé mis en accusation par l'article de FranceSoir répondent sept jours plus tard dans l'hebdomadaire L'Express par une tribune dénonçant ce qu'elles considèrent être des menaces de mort et un « appel aux crimes »,,.
Face à une polémique qui enfle et la possibilité d'un dépôt de plainte, Xavier Azalbert, propriétaire de FranceSoir, publie un éditorial dans lequel il rejette toute accusation d'appel à la violence. Le 7 septembre, lors d'une conférence de presse intitulée « Stop Menaces » à Paris coorganisée par l'association Citizen4Science, le collectif Fakemed et le syndicat médical UFML,, les porteurs du discours scientifique sur la Covid-19 dans les médias visés dans la tribune de FranceSoir alertent à propos de la multiplication des injures et des menaces qu'ils reçoivent depuis le début la crise sanitaire et appellent les responsables politiques à réagir,. Le collectif informel « Stop Menaces » publie à cet effet une tribune dans le journal Le Parisien le 18 septembre intitulée : « Nous demandons à l'État de nous protéger ».
Le 26 janvier 2022, FranceSoir est condamné à verser 5 000 € de dommages et intérêts au professeur Eric Caumes pour atteinte à la vie privée. Cette condamnation fait suite à un article publié le 14 juin 2021 dans lequel on pouvait lire que le professeur avait été « pris en charge en hôpital psychiatrique », information immédiatement démentie par l'AP-HP. Selon le Canard Enchaîné, FranceSoir n'a pas fait appel de la décision .
Le 16 juin 2023, Xavier Azalbert est débouté de sa plainte pour diffamation contre le médecin urgentiste Mathias Wargon qui avait eu des propos virulents sur BFMTV contre FranceSoir à propos de sa tribune faisant allusion à la guillotine pour des personnes nommément désignées dont il faisait partie. Le Tribunal de Paris a considéré que son jugement de valeur ne relevait pas de la diffamation,.

### Wikipédia
En 2020, la page Wikipédia francophone consacrée au site FranceSoir subit des tentatives de passage en force qui conduisent à sa protection temporaire : des contributeurs de FranceSoir, notamment son directeur, Xavier Azalbert, essaient d'imposer un point de vue favorable au site et d'effacer la page, distincte de celle du journal France-Soir.

### Condamnation pour diffamation envers le fondateur du siteFact & Furious
En novembre 2022, Libération révèle que Xavier Azalbert et Idriss Aberkane ont déclenché une offensive contre le site « Fact & Furious », et son fondateur, Antoine Daoust, allant jusqu'à tenter de faire chanter ce dernier pour racheter son site, lui promettant l’arrêt des « procédures » à son encontre dans le cadre de son divorce. L'affaire survient au moment où la Commission paritaire des publications et des agences de presse envisage de retirer son agrément de service de presse en ligne à FranceSoir, alors que « Fact & Furious » en bénéficie toujours, ce qui aurait pu permettre au site de continuer à en bénéficier.
Xavier Azalbert achète finalement le domaine internet FactandSerious.fr après la perte d'agrément CPPAP de FranceSoir ; dont le premier sujet vise Rudy Reichstadt, le fondateur de ConspiracyWatch, victime de propos antisémites,,.
Le 18 novembre 2024, Xavier Azalbert est cité à comparaître devant le tribunal correctionnel de Versailles pour diffamation après avoir affirmé sur France Soir qu'Antoine Daoust fabriquait et vendait de fausses ordonnances et de faux tests PCR. Lors du procès, Xavier Azalbert confirme avoir été contacté par la femme d'Antoine Daoust qui affirme avoir réalisé et vendu des faux test avec son ex-mari afin de réduire les dettes de la famille. Celle-ci affirme également avoir également avoir été violentée et menacée de mort par son ex-conjoint. Selon l'avocat d'Antoine Daoust, Xavier Azalbert a tenté d’exercer un chantage sur lui pour qu'il lui vende le site Fact & Furious afin de profiter des avantages fiscaux du site, le diffamant ensuite uniquement par vengeance après son refus. L'avocat relève également l'absence expertise qui confirme la création que des faux tests PCR avaient été créés par Antoine Daoust. 
Le 18 novembre 2024, Xavier Azalbert est cité à comparaître devant le tribunal correctionnel de Versailles pour diffamation, après avoir affirmé sur France Soir qu'Antoine Daoust fabriquait et vendait de fausses ordonnances et de faux tests PCR. Lors du procès, Xavier Azalbert confirme avoir été contacté par la femme d'Antoine Daoust qui affirme avoir réalisé et vendu de faux tests avec son ex-mari afin de réduire les dettes de la famille. Selon l'avocat d'Antoine Daoust, Xavier Azalbert a tenté d'exercer un chantage sur lui pour qu'il lui vende le site Fact & Furious afin de profiter des avantages fiscaux du site, le diffamant ensuite uniquement par vengeance après son refus. L'avocat relève également l'absence d'expertise qui confirme la création de faux tests PCR par Antoine Daoust.
Le 16 décembre 2024, Xavier Azalbert est reconnu coupable de treize chefs de diffamation à l'encontre d'Antoine Daoust. Le tribunal correctionnel de Versailles le condamne à 1 000 euros d'amende, 1 000 euros d'amende avec sursis et 2 000 euros de dommages-intérêts ainsi qu’à rembourser l’intégralité des frais de justice de près 8 000 euros. Xavier Azalbert annonce vouloir faire appel des condamnations.

### Condamnation pour diffamation envers un médecin
En décembre 2024, Xavier Azalbert est condamné pour en appel pour diffamation envers un médecin de Metz après avoir publié en octobre 2021 la tribune « Covid (diagnostic, traitements, vaccin) : panorama d’une escroquerie ». Relaxé en première instance, la cour d’appel relève de son côté que Xavier Azalbert « ne justifie nullement qu’il a mis en œuvre une enquête sérieuse » pour affirmer les propos envers le médecin à qu'il devra verser 3 000 € de dommages et intérêts.

### Financement
En 2024, le média est financé par les dons défiscalisables qu'il reçoit. Deux enquêtes relayées par l'Express montrent que ces sommes sont très importantes (527 118 € entre décembre 2020 et septembre 2021 selon une enquête, 399 195 € d’avril à septembre 2021 selon l'autre). Exclu de la plateforme de don J’aime l’info, FranceSoir utilise désormais le site de dons de l’Association de la Presse Française Libre (APFL), immatriculée au siège du journal d’extrême droite Présent. Malgré une obligation légale, le groupe ne dépose plus ses comptes sociaux, et il n'est donc pas possible de savoir comment ces sommes sont utilisées.

## Réactions aux dérives du siteFranceSoir

### Premières alertes explicites sur les dérives du site (2019-2021)
À la suite de l'annonce du licenciement des derniers journalistes de la rédaction de France-Soir pour motif économique,, le 21 octobre 2019, l'appellation « site d'information » de FranceSoir est alors publiquement dénoncée comme fallacieuse par la journaliste Sonia Devillers sur France Inter. À l'automne 2020, à la suite des nombreuses dérives constatées depuis le début de la crise du covid, et rejoignant le diagnostic dressé un an plus tôt par France Inter, Le Monde, Libération, L'Express et l'Agence France-Presse soulignent que FranceSoir n'est, à cette date, plus un titre de presse,,,,,.
Le Monde constate notamment que le site « fraye depuis l’été avec des figures ouvertement conspirationnistes » et s'est encore radicalisé à la rentrée « en se positionnant au cœur des discours covido-sceptiques ». Sur ce sujet, Libération note que le site s'appuie « très largement sur les scientifiques dits « rassuristes » comme Laurent Toubiana, docteur en physique et épidémiologiste ou Jean-François Toussaint, directeur de l’Institut de recherche biomédicale et d’épidémiologie du sport (Irmes) », sans pour autant offrir de contrepoint à leurs analyses, alors qu'elles font l'objet de vives discussions au sein de la communauté scientifique,, ou relèvent du détournement et de l'invention de résultats.
Libération note que bien que FranceSoir « se réfugie souvent derrière le concept de liberté d’expression pour défendre sa « vision », il n’hésite pas à se montrer moins respectueux de celle-ci lorsqu’il s’agit de faire taire, ou du moins intimider, celles ou ceux qui ne pensent pas comme eux », mentionnant notamment une vaste campagne de dénigrement à l'encontre des auteurs d'une méta-analyse sur l'hydroxychloroquine, à laquelle a participé FranceSoir « en affirmant notamment que les auteurs de cette étude sont soumis à des lobbys, et qu’ils s’appuient sur des chiffres faux », alors que ces travaux sont pourtant reconnus ailleurs pour leur sérieux méthodologique et corroborés par des publications ultérieures.
Le quotidien Libération relève par ailleurs que certaines publications du site « versent carrément dans le complotisme », donnant pour exemple une tribune publiée fin septembre 2020 dans laquelle une certaine Emma Kahn, présentée comme virologue, estime que « la science officielle mainstream s’emploie actuellement à nier que la pandémie soit terminée : il faut qu’elle dure pour pouvoir fabriquer et vendre les vaccins ». FranceSoir réalise également des interviews de promoteurs de thèses complotistes. S'y trouve ainsi relayée la parole du youtubeur Silvano Trotta, affirmant qu'un simple mélange d'antibiotiques guérirait du Covid 19 – proche du mouvement conspirationniste d'extrême droite QAnon, Trotta se fait également le relais de théories du complot sur les attentats du 11 septembre ou promoteur de l'idée selon laquelle la Lune serait une construction artificielle. De fait, pour l'AFP, FranceSoir est un site « à la lisière du complotisme », et Midi libre qualifie le site de « blog complotiste ». Le journal Stratégies considère pour sa part que « le complotisme est moteur de France Soir ».
Les relations étroites entre la plateforme et l'association Bon Sens (cofondée et présidée par Xavier Azalbert) font également l'objet de critiques dans la presse,, notamment en raison de l'implication dans cette nouvelle structure de personnalités diffusant régulièrement de fausses nouvelles.
En novembre 2020, la promotion active par le site du documentaire complotiste Hold-up, auquel participent d'ailleurs le responsable du site Xavier Azalbert et divers contributeurs réguliers de FranceSoir, est particulièrement fustigée dans la presse,,,,.
En janvier 2021, Le Canard enchaîné, Le Parisien relèvent le caractère conspirationniste du site, tandis qu'Arte et Les Décodeurs du Monde soulignent des erreurs de FranceSoir,,,. Le Canard enchaîné indique notamment que les « élucubrations » des contributeurs sont noyées « au milieu de très sérieuses dépêches AFP » par Xavier Azalbert. En janvier 2021, Arte dénonce l'interprétation erronée que FranceSoir fait de données israéliennes sur la vaccination. Le Monde relève une énième fausse information colportée par le titre, relative à la contagiosité des malades asymptomatiques de la covid-19.
Le mois suivant, Les Décodeurs qualifient FranceSoir de « blog complotiste », à l'occasion de l'analyse d'un document partagé par le titre, jugé comme un « protocole anti-Covid-19 criminel » par plusieurs médecins qui l'estiment dangereux bien que d'apparence scientifique. Cette participation du site à la diffusion de ce protocole douteux est également relevée par d'autres médias.
En février, France Info dénonce également la dérive complotiste de FranceSoir en comparant le site au site conspirationniste américain Breitbart News. D'autres médias relèvent l'approche éditoriale « complotiste » et « lunaire » d'Azalbert,.
En septembre 2021, Le Canard enchaîné réitère ses critiques à l'égard de « ce site qui voit derrière la crise sanitaire l’œuvre d'un grand complot mondial », « amateur des pires délires sur les sectes ou la pédophilie ».

### Réaction d'anciens journalistes et du Syndicat national des journalistes (janvier 2021)
En janvier 2021, toujours, un collectif d'anciens journalistes de France-Soir et le Syndicat national des journalistes (SNJ) lancent une pétition « pour que France-Soir retrouve son honneur et sa déontologie journalistique » et afin de protester contre sa diffusion de fausses informations et ses dérives complotistes.
François Lazareff, neveu du fondateur du journal, Pierre Lazareff, s'est déclaré « choqué » du contenu du site : « Quand le traitement d’une information est aussi unilatéral, ce n’est plus du journalisme. »
La Bibliothèque nationale de France a jugé « abusive » le fait que FranceSoir la mentionne dans les références légales du site à la rubrique partenariat – FranceSoir ne faisant plus partie de son panel de médias archivés depuis 2013.

### Agrément de la Commission paritaire des publications et agences de presse (janvier 2021 - novembre 2022)
À la suite d'un appel à renverser Emmanuel Macron, publié dans FranceSoir le 29 janvier 2021 et signé par Francis Lalanne, la ministre Roselyne Bachelot annonce souhaiter la réévaluation du statut de service de presse en ligne du site. La ministre reproche notamment la diffusion de fausses informations et des thèses conspirationnistes,. Le 8 avril, la Commission paritaire des publications et agences de presse (CPPAP), l’organisme chargé de reconnaître la validité des titres de presse, prend la décision de maintenir l'agrément du site,, (qui confère aux titres de presse des abattements fiscaux et allègements de cotisations), estimant que le média remplit tous les critères d’admission. La Commission explique que « la preuve a été apportée de la présence de deux journalistes permanents et quatre pigistes », jugeant que FranceSoir publie « des informations, des analyses et des commentaires […] susceptibles d’éclairer le jugement des citoyens »,.
Le Syndicat national des journalistes dénonce la décision, que les médias français Arrêt sur images et Le Canard enchaîné considèrent incompréhensible,. Libération relève que cet évènement survient en même temps que la controverse sur la reprise de Science & Vie par Reworld Media : « à FranceSoir, comme à Science & Vie, des marques de presse historiques sont utilisées pour leur attrait publicitaire sans se soucier de produire de l’information de qualité et souvent au détriment des journalistes en place. »
L'agrément est cependant limité dans le temps (jusqu'en septembre 2022), et son prolongement demeure suspendu à la vérification du respect de « certains critères ».
Le 30 novembre 2022, FranceSoir perd son agrément de la Commission paritaire des publications et agences de presse, décision motivée pour « atteinte à la protection de la santé publique »,,.

### Réactions de Google (2021-2022)
En janvier 2021, le site FranceSoir est déréférencé de Google Actualités. YouTube ferme la chaîne de FranceSoir le 9 mars 2021, le règlement du site américain interdisant les « informations médicales incorrectes contredisant celles des autorités sanitaires locales ou de l'OMS ». Le 2 juin, le tribunal de commerce de Paris déboute FranceSoir qui lui demandait de statuer en urgence à ce sujet,.
En septembre 2021, Google désactive la publicité sur le site en raison de violations répétées des règles de l'entreprise sur la désinformation, et à la suite ou peu avant la diffusion d'un reportage sur France 2 enquêtant sur le business de la désinformation. L'entreprise venait de faire de même pour le site américain Gateway Pundit, également accusé d'être un important site de désinformation,.
En septembre 2022, FranceSoir est débouté des demandes qu'il avait formulées devant le tribunal de commerce de Paris, la juridiction estimant que la société éditrice du site web avait violé les conditions d'utilisation de Google en diffusant des contenus complotistes sur le Covid-19. FranceSoir est en outre condamné à payer 70 000 € à Google,.

### Réactions de NewsGuard (2021)
En décembre 2021, la société américaine NewsGuard place le site francesoir.fr en tête de son classement des « dix mésinformateurs les plus influents » du web francophone. Les journalistes spécialistes des fausses informations de NewsGuard rappellent que FranceSoir « a publié de nombreuses allégations fausses ou sans fondement sur les vaccins anti-Covid-19, leurs risques supposés pour les enfants (…) ainsi que des affirmations selon lesquelles l'élection présidentielle américaine de 2020 aurait été marquée par une fraude massive ».
En 2022, le site francesoir.fr est classé second du classement, derrière la version francophone d'Epoch Times. Le site est décrit comme celui d'un « ancien grand journal national qui a publié de fausses allégations sur la pandémie de COVID-19, les vaccins et la guerre en Ukraine ». NewsGuard rappelle la décision de la Commission paritaire des publications et agences de presse a décidé de ne pas renouveler le statut de site « d’information politique et générale », rappelant que la commission estimait que FranceSoir avait porté « atteinte à la protection de la santé publique ».

### Perte de son agrément de service de presse
Le 30 novembre 2022, la Commission paritaire des publications et des agences de presse (CPPAP) retire à FranceSoir son agrément de service de presse en ligne. La perte de ce statut implique la perte d'un certain nombre d'avantages comme l'exonération fiscale sur les dons et un taux de TVA réduit,. La Commission a déterminé que le site avait « porté atteinte à la protection de la santé publique ». Xavier Azalbert conteste cette décision devant le tribunal administratif de Paris pour cause d'irrégularité dans la procédure. En janvier 2023, le juge des référés donne raison à FranceSoir et suspend la décision de la CCPAP, estimant que « le moyen tiré de ce que la CPPAP n’aurait pas statué en toute impartialité […] était propre à créer, en l’état de l’instruction, un doute sérieux sur la légalité de la décision contestée »,,.
En mars 2024, le Conseil d'État annule la décision de première instance mais considère qu'un avis demandé à la direction générale de la Santé qui présente FranceSoir comme un danger pour la santé publique n'a pas été porté à la connaissance de l'éditeur du site, et demande à la CCPAP de statuer à nouveau sur le renouvellement de l'agrément de FranceSoir,.
Le 26 juin 2024, la CPPAP se réunit à nouveau et confirme le non-renouvellement de l'agrément de FranceSoir, décision formalisée le 17 juillet suivant. Des manquements déontologiques sont mis en avant,: selon la CCPAP, FranceSoir « expose sous un jour favorable des conduites thérapeutiques et préventives qui sont susceptibles de détourner des malades de thérapies conformes à l’état actuel des connaissances scientifiques » et le site ne présente pas un « caractère d’intérêt général ». Le site annonce faire appel de cette décision. Saisi en référé par FranceSoir, le 16 août 2024, le tribunal administratif de Paris rejette la demande de suspension de ce refus d'agrément et estime que rien « ne paraît propre à créer un doute sérieux quant à la légalité de la décision litigieuse »,,.

## Actions judiciaires deFranceSoir
Au cœur de ces controverses, FranceSoir réagit juridiquement et attaque ses contradicteurs en justice. En 2023, il fait condamner Le Monde sur le terrain de la concurrence déloyale par dénigrement pour l'avoir qualifié de blog complotiste. Le Monde interjette appel de cette décision.
En 2023, Xavier Azalbert attaque également Mathias Wargon pour diffamation, mais est débouté et fait appel.

## Ligne éditoriale et audience
Xavier Azalbert présente FranceSoir comme un « média collaboratif », qui entend « publier des articles qui vont à contre-courant des pensées généralistes ». Selon d'anciens journalistes de France-Soir et le fondateur de Conspiracy Watch, Rudy Reischtadt, la ligne éditoriale complotiste et « covido-sceptique » de FranceSoir n'a pas de visée politique mais est la seule conséquence d'un calcul « opportuniste » de son fondateur Xavier Azalbert. La stratégie a un succès certain, le site passant selon le site SimilarWeb d’1,6 million de visiteurs mensuels en mai 2020 à près de 4 millions en août 2020.
Au cours des derniers mois de 2020, FranceSoir détrône même le numéro 1 des sites de la complosphère Égalité et Réconciliation, ce qui en fait, selon Conspiracy Watch, « le nouveau navire amiral de la complosphère francophone ». Début 2022, NewsGuard place à son tour FranceSoir au premier rang des sites mésinformateurs francophones,. Le site passe second derrière la version française du site complotiste américain affilié au Falun Gong Epoch Times début 2023.